# NGC 2361
NGC 2361 je emisijska maglica u zviježđu Velikom psu. 

## Vanjske poveznice
- SEDS: NGC 2361